# باميلا فريمان
باميلا فريمان (بالإنجليزية: Pamela Freeman)‏ هي كاتبة للأطفال وكاتِبة أسترالية، ولدت في 1 أبريل 1960 في سيدني في أستراليا.

## وصلات خارجية
- الموقع الرسمي